# Belle Glade
Belle Glade é uma cidade localizada no estado americano da Flórida, no condado de Palm Beach. Foi incorporada em 1945.

## Geografia
De acordo com o United States Census Bureau, a cidade tem uma área de 14,8 km², onde 14,6 km² estão cobertos por terra e 0,2 km² por água.

### Localidades na vizinhança
O diagrama seguinte representa as localidades num raio de 24 km ao redor de Belle Glade. 

## Demografia
Segundo o censo nacional de 2010, a sua população é de 17 467 habitantes e sua densidade populacional é de 1 200 hab/km². Possui 6 368 residências, que resulta em uma densidade de 437,5 residências/km².